# Virus Dobrava
Virus Dobrava (tudi Dobrava-Belgrade virus, okrajšava DOBV) je serotip virusa Hantaan, ki je bil izoliran v Sloveniji iz miši iz kraja Dobrava blizu Žužemberka. Virus Dobrava povzroča hudo hemoragično mrzlico z renalnim sindromom (HMRS) v osrednji in vzhodni Evropi. Bolezen povzroča tudi do 16 % smrtnost.  Nahaja se v naravnem gostitelju rumenogrli miši (A. flavicollis).
Da gre za nov serotip, so dokazali z restrikcijsko analizo z verižno reakcijo s polimerazo pomnoženih fragmentov (PCR-RFLP) virusne RNK.